# Liste der Ministerien in Dänemark
Die Liste der Ministerien in Dänemark führt die Staatskanzlei und die 17 Fachministerien auf.

## Regierung Løkke Rasmussen II (Stand: 1. Juli 2015)
| Ministerium                                                                                     | Deutscher Name                                                                                       | Beschreibung | Minister                                               | Sitz in Kopenhagen Koordinaten                                         | Bild            |
| ----------------------------------------------------------------------------------------------- | --- | --- | ------------------------------------------------------ | ---------------------------------------------------------------------- | --------------- |
| Statsministeriet                                                                                | Staatskanzlei                                                                                        | Die Staatskanzlei unterstützt die Regierungsarbeit des Ministerpräsidenten und entscheidet über Zuständigkeiten der Fachministerien. Außerdem ist sie zuständig für verfassungsrechtliche Grundsatzfragen, das Königshaus und die Reichsgemeinschaft mit Färöer und Grönland. Deren Ombudsmänner sind in der Staatskanzlei angesiedelt. Website (dänisch, englisch) | Siehe auch : Liste der dänischen Regierungschefs       | Christiansborg, Prins Jørgens Gård 11 55° 40′ 34,6″ N, 12° 34′ 44,1″ O |                 |
| Udenrigsministeriet                                                                             | Außenministerium                                                                                     | Im 1848 gegründeten Außenministerium sind auch Europafragen, Entwicklungshilfe und Nordische Zusammenarbeit angesiedelt. Diese Fachgebiete werden häufig von eigenen Ministern unter dem Außenminister verantwortet. Website (dänisch, englisch) | Siehe auch : Liste der dänischen Außenminister         | Asiatisk Plads 2 55° 40′ 31,1″ N, 12° 35′ 25,5″ O                      |                 |
| Beskæftigelsesministeriet                                                                       | Arbeitsministerium                                                                                   | Das Arbeitsministerium wurde 1942 als Arbejdsministeriet (Arbeitsministerium) gegründet und 2001 in Beskæftigelsesministeriet umbenannt. Website (dänisch, englisch) |                                                        | Ved Stranden 8 55° 40′ 37,9″ N, 12° 34′ 54,8″ O                        |                 |
| Erhvervs- og Vækstministeriet                                                                   | Ministerium für Wirtschaft und Wachstum                                                              | Das Ministerium wurde 2015 neu geordnet Website (dänisch, englisch) |                                                        | Slotsholmsgade 10-12 55° 40′ 29,7″ N, 12° 35′ 4,7″ O                   | Bild gesucht BW |
| Finansministeriet                                                                               | Finanzministerium                                                                                    | Das Finanzministerium wurde im November 1848 gegründet. Website (dänisch, englisch) | Siehe auch : Liste der dänischen Finanzminister        | Christiansborg Slotsplads 1 55° 40′ 32,4″ N, 12° 34′ 55,4″ O           |                 |
| Social- og indenrigsministeriet                                                                 | Sozial- und Innenministerium                                                                         | Neu geordnet 2015. Website (dänisch, englisch) | Siehe auch : Liste der dänischen Innenminister         | Holmens Kanal 22                                                       | Bild gesucht BW |
| Forsvarsministeriet                                                                             | Verteidigungsministerium                                                                             | 1848 wurden für den Verteidigungsbereich das Krigsministeriet (Kriegsministerium) und das Marineministeriet (Marineministerium) gegründet, die ab 1905 von einem gemeinsamen Verteidigungsminister geleitet wurden. 1950 wurden die beiden Ministerien zusammengelegt. Website (dänisch, englisch) | Siehe auch : Liste der dänischen Verteidigungsminister | Holmens Kanal 42 55° 40′ 36,9″ N, 12° 34′ 57,3″ O                      |                 |
| Justitsministeriet                                                                              | Justizministerium                                                                                    | Das Ministerium wurde 1848 gegründet, nachdem die Danske Kancelli (Dänische Kanzlei) geschlossen wurde. Website (dänisch, englisch) | Siehe auch : Liste der dänischen Justizminister        | Slotsholmsgade 10 55° 40′ 29,7″ N, 12° 35′ 4,7″ O                      | Bild gesucht BW |
| Energi-, Forsynings- og Klimaministeriet                                                        | Energie-, Versorgungs- und Klimaministerium                                                          | Das Ministerium wurde 2015 neu geordnet. Website (dänisch, englisch) |                                                        | Stormgade 2-6 55° 40′ 31,9″ N, 12° 34′ 31,2″ O                         | Bild gesucht BW |
| Kirkeministeriet                                                                                | Kirchenministerium                                                                                   | Es wurde 1916 aus dem Kulturministerium ausgegliedert. 2011 bis 2014 wurden Kirchen- und Gleichstellungsfragen unter einem Minister behandelt. Seit Februar 2014 wird es in der häufigen Kombination mit dem Kulturministerium geleitet. Website (dänisch, englisch) | Siehe auch : Liste der dänischen Kirchenminister       | Frederiksholms Kanal 21 55° 40′ 27,1″ N, 12° 34′ 41,5″ O               |                 |
| Kulturministeriet                                                                               | Kulturministerium                                                                                    | Das Ministerium wurde im September 1961 als Ministeriet for kulturelle anliggender (Ministerium für kulturelle Angelegenheiten) gegründet und trägt seit 1988 seinen heutigen Namen. Website (dänisch, englisch) | Siehe auch : Liste der dänischen Kulturminister        | Nybrogade 2 55° 40′ 37,5″ N, 12° 34′ 37,7″ O                           |                 |
| Miljø- og Fødevareministeriet                                                                   | Ministerium für Umwelt, Landwirtschaft, Fischerei und Lebensmittel                                   | Das Ministerium wurde 1971 als Ministeriet for Forureningsbekæmpelse (Ministerium für die Bekämpfung von Umweltverschmutzung) gegründet und trägt seit 1973 mit Ausnahme der Jahre von 1994 bis 2001, bei dem es mit dem Energiministeriet (Energieministerium) zum Miljø- og Energiministeriet (Umwelt- und Energieministerium) zusammengelegt wurde. Website (dänisch, englisch) | Siehe auch : Liste der dänischen Umweltminister        | Børsgade 4 55° 40′ 30,9″ N, 12° 35′ 7,5″ O                             | Bild gesucht BW |
| Uddannelses- og Forskningsministeriet                                                           | Ministerium für Hochschulausbildung und Forschung                                                    | Im Januar 1993 wurde das Ministerium als Forsknings- og Teknologiministeriet (Forschungs- und Technologieministerium) gegründet. Umbenennungen erfolgten 1994 in Forskningsministeriet, 2000 in IT- og Forskningsministeriet (Ministerium für Informationstechnologie und Forschung), 2001 in Ministeriet for Videnskab, Teknologi og Udvikling (Ministerium für Wissenschaft, Technologie und Entwicklung) und im Februar 2014 in Ministeriet for Uddannelse og Forskning. Website (dänisch, englisch) | Siehe auch : Liste der dänischen Forschungsminister    | Slotsholmsgade 10 55° 40′ 29,7″ N, 12° 35′ 4,7″ O                      | Bild gesucht BW |
| Sundheds- og ældreministeriet                                                                   | Ministerium für Gesundheit und Senioren                                                              | Die 1987 als Sundhedsministeriet (Gesundheitsministerium) gegründete Staatsbehörde war 2001–2007 und 2010–2011 zusammen mit dem Innenministerium ein Teil des Indenrigs- og Sundhedsministeriet (Innen- und Gesundheitsministerium). 2007 erhielt es den Namen Ministeriet for Sundhed og Forebyggelse. Website (dänisch, englisch) |                                                        | Holbergsgade 6 55° 40′ 40″ N, 12° 35′ 15,3″ O                          | Bild gesucht BW |
| Skatteministeriet                                                                               | Steuerministerium                                                                                    | Das Ministerium entstand 1975 nach einer Ausgliederung aus dem Finanzministerium und hieß anfangs Skatte- og Afgiftsministeriet (Steuer- und Abgabenministerium). 1987 wurde es auf seinen heutigen Namen verkürzt. Website (dänisch, englisch) | Siehe auch : Liste der dänischen Steuerminister        | Nicolai Eigtveds Gade 28, 55° 40′ 21,1″ N, 12° 35′ 5,9″ O              | Bild gesucht BW |
| Transport- og bygningsministeriet                                                               | Verkehrs- und Bauministerium                                                                         | Ursprünglich hieß das Ministerium von 1894 bis 1986 Ministeriet for Offentlige Arbejder (Ministerium für öffentliche Arbeiten) und danach Trafikministeriet (Verkehrsministerium). Später wurde die synonyme Bezeichnung Transportministeriet gewählt. Website (dänisch, englisch) | Siehe auch : Liste der dänischen Transportminister     | Frederiksholms Kanal 27 F 55° 40′ 24,8″ N, 12° 34′ 44,3″ O             |                 |
| Undervisningsministeriet (von 2015 bis 2016 Ministeriet for Børn, Undervisning og Ligestilling) | Ministerium für Unterricht (von 2015 bis 2016 Ministerium für Kinder, Unterricht und Gleichstellung) | Das Ministerium ging 2015 aus dem 1848 gegründeten Ministeriet for Kirke- og Undervisningsvæsenet (Ministerium für Kirchen- und Unterrichtswesen), auch Kultusministeriet (Kultusministerium) genannt, hervor. Website (dänisch, englisch) |                                                        | Frederiksholms Kanal 21 55° 40′ 26,8″ N, 12° 34′ 42,1″ O               |                 |
| Udlændinge-, Integrations- og Boligministeriet                                                  | Ministerium für Ausländer, Integration und Wohnen                                                    | Seit 2015. |                                                        |                                                                        |                 |

## Regierung Thorning-Schmidt II (Stand: 4. Februar 2014)
| Ministerium                                                        | Deutscher Name                                                   | Beschreibung | Minister                                               | Sitz in Kopenhagen Koordinaten                                         | Bild            |
| ------------------------------------------------------------------ | ---------------------------------------------------------------- | --- | ------------------------------------------------------ | ---------------------------------------------------------------------- | --------------- |
| Statsministeriet                                                   | Staatskanzlei                                                    | Die Staatskanzlei unterstützt die Regierungsarbeit des Ministerpräsidenten und entscheidet über Zuständigkeiten der Fachministerien. Außerdem ist sie zuständig für verfassungsrechtliche Grundsatzfragen, das Königshaus und die Reichsgemeinschaft mit den Färöern und Grönland. Deren Ombudsmänner sind in der Staatskanzlei angesiedelt. Website (dänisch, englisch) | Siehe auch : Liste der dänischen Regierungschefs       | Christiansborg, Prins Jørgens Gård 11 55° 40′ 34,6″ N, 12° 34′ 44,1″ O |                 |
| Beskæftigelsesministeriet                                          | Beschäftigungsministerium                                        | Das heutige Beschäftigungsministerium wurde 1942 als Arbejdsministeriet (Arbeitsministerium) gegründet und 2001 in Beskæftigelsesministeriet umbenannt. Website (dänisch, englisch) |                                                        | Ved Stranden 8 55° 40′ 37,9″ N, 12° 34′ 54,8″ O                        |                 |
| Erhvervs- og Vækstministeriet                                      | Industrie- und Wachstumsministerium                              | Das Ministerium wurde im Oktober 2011 im Zuge einer Neuordnung des Økonomi- og Erhvervsministeriet (Wirtschafts- und Industrieministerium) gegründet. Website (dänisch, englisch) |                                                        | Slotsholmsgade 10-12 55° 40′ 29,7″ N, 12° 35′ 4,7″ O                   | Bild gesucht BW |
| Finansministeriet                                                  | Finanzministerium                                                | Das Finanzministerium wurde im November 1848 gegründet. Website (dänisch, englisch) | Siehe auch : Liste der dänischen Finanzminister        | Christiansborg Slotsplads 1 55° 40′ 32,4″ N, 12° 34′ 55,4″ O           |                 |
| Forsvarsministeriet                                                | Verteidigungsministerium                                         | 1848 wurden für den Verteidigungsbereich das Krigsministeriet (Kriegsministerium) und das Marineministeriet (Marineministerium) gegründet, die ab 1905 von einem gemeinsamen Verteidigungsminister geleitet wurden. 1950 wurden die beiden Ministerien zusammengelegt. Website (dänisch, englisch) | Siehe auch : Liste der dänischen Verteidigungsminister | Holmens Kanal 42 55° 40′ 36,9″ N, 12° 34′ 57,3″ O                      |                 |
| Justitsministeriet                                                 | Justizministerium                                                | Das Ministerium wurde 1848 gegründet, nachdem die Danske Kancelli (Dänische Kanzlei) geschlossen wurde. Website (dänisch, englisch) | Siehe auch : Liste der dänischen Justizminister        | Slotsholmsgade 10 55° 40′ 29,7″ N, 12° 35′ 4,7″ O                      | Bild gesucht BW |
| Klima-, Energi- og Bygningsministeriet                             | Klima-, Energie- und Bauministerium                              | Das Ministerium wurde im November 2007 als Klima- og Energiministeriet gegründet und im Oktober 2011 unter dem neuen Namen Klima-, Energi- og Bygningsministeriet neugeordnet. Website (dänisch, englisch) |                                                        | Stormgade 2-6 55° 40′ 31,9″ N, 12° 34′ 31,2″ O                         | Bild gesucht BW |
| Kirkeministeriet                                                   | Kirchenministerium                                               | Es wurde 1916 aus dem Kulturministerium ausgegliedert. 2011 bis 2014 wurden Kirchen- und Gleichstellungsfragen unter einem Minister behandelt. Seit Februar 2014 wird es in der häufigen Kombination mit dem Kulturministerium geleitet. Website (dänisch, englisch) |                                                        | Frederiksholms Kanal 21 55° 40′ 27,1″ N, 12° 34′ 41,5″ O               |                 |
| Kulturministeriet                                                  | Kulturministerium                                                | Das Ministerium wurde im September 1961 als Ministeriet for kulturelle anliggender (Ministerium für kulturelle Angelegenheiten) gegründet und trägt seit 1988 seinen heutigen Namen. Website (dänisch, englisch) | Siehe auch : Liste der dänischen Kulturminister        | Nybrogade 2 55° 40′ 37,5″ N, 12° 34′ 37,7″ O                           |                 |
| Miljøministeriet                                                   | Umweltministerium                                                | Das Ministerium wurde 1971 als Ministeriet for Forureningsbekæmpelse (Ministerium für die Bekämpfung von Umweltverschmutzung) gegründet und trägt seit 1973 mit Ausnahme der Jahre von 1994 bis 2001, bei dem es mit dem Energiministeriet (Energieministerium) zum Miljø- og Energiministeriet (Umwelt- und Energieministerium) zusammengelegt wurde, seinen heutigen Namen. Website (dänisch, englisch)                                                                             | Siehe auch : Liste der dänischen Umweltminister        | Børsgade 4 55° 40′ 30,9″ N, 12° 35′ 7,5″ O                             | Bild gesucht BW |
| Ministeriet for By, Bolig og Landdistrikter                        | Ministerium für Städte, Wohnen und ländlichen Raum               | Das im Oktober 2011 gegründete Ministerium übernahm Aufgaben aus den (bisherigen) Ministerien Socialministeriet (Sozialministerium), Økonomi- og Erhvervsministeriet (Wirtschafts- und Industrieministerium), Indenrigs- og Sundhedsministeriet (Innen- und Gesundheitsministerium) sowie Ministeriet for Fødevarer, Landbrug og Fiskeri (Ministerium für Ernährung, Landwirtschaft und Fischerei). Website (dänisch, englisch)                                                       |                                                        | Gammel Mønt 4 55° 40′ 52,4″ N, 12° 34′ 53,7″ O                         | Bild gesucht BW |
| Ministeriet for Uddannelse og Forskning                            | Ministerium für Hochschulausbildung und Forschung                | Im Januar 1993 wurde das Ministerium als Forsknings- og Teknologiministeriet (Forschungs- und Technologieministerium) gegründet. Umbenennungen erfolgten 1994 in Forskningsministeriet, 2000 in IT- og Forskningsministeriet (Ministerium für Informationstechnologie und Forschung), 2001 in Ministeriet for Videnskab, Teknologi og Udvikling (Ministerium für Wissenschaft, Technologie und Entwicklung) und im Februar 2014 in seinen heutigen Namen. Website (dänisch, englisch) | Siehe auch : Liste der dänischen Forschungsminister    | Slotsholmsgade 10 55° 40′ 29,7″ N, 12° 35′ 4,7″ O                      | Bild gesucht BW |
| Ministeriet for Fødevarer, Landbrug og Fiskeri                     | Ministerium für Ernährung, Landwirtschaft und Fischerei          | Das auch als Fødevareministeriet (Ernährungsministerium) bekannte Ministerium entstand 1996 aus einer Zusammenlegung des Landbrugsministeriet (Landwirtschaftsministerium) und des Fiskeriministeriet (Fischereiministerium). Ein Teil seiner Aufgaben wurden in das von 2004 bis 2007 bestehende Ministeriet for Familie- og Forbrugeranliggender (Ministerium für Familien- und Verbraucherangelegenheiten) ausgegliedert. Website (dänisch, englisch)                              |                                                        | Slotsholmsgade 12 55° 40′ 29,5″ N, 12° 35′ 5,1″ O                      | Bild gesucht BW |
| Ministeriet for Sundhed og Forebyggelse                            | Ministerium für Gesundheit und Prävention                        | Die 1987 als Sundhedsministeriet (Gesundheitsministerium) gegründete Staatsbehörde war 2001–2007 und 2010–2011 zusammen mit dem Innenministerium ein Teil des Indenrigs- og Sundhedsministeriet (Innen- und Gesundheitsministerium). 2007 erhielt es erstmals seinen heutigen Namen. Website (dänisch, englisch) |                                                        | Holbergsgade 6 55° 40′ 40″ N, 12° 35′ 15,3″ O                          | Bild gesucht BW |
| Skatteministeriet                                                  | Steuerministerium                                                | Das Ministerium entstand 1975 nach einer Ausgliederung aus dem Finanzministerium und hieß anfangs Skatte- og Afgiftsministeriet (Steuer- und Abgabenministerium). 1987 wurde es auf seinen heutigen Namen verkürzt. Website (dänisch, englisch) | Siehe auch : Liste der dänischen Steuerminister        | Nicolai Eigtveds Gade 28, 55° 40′ 21,1″ N, 12° 35′ 5,9″ O              | Bild gesucht BW |
| Ministeriet for Børn, Ligestilling, Integration og Sociale Forhold | Ministerium für Kinder, Gleichstellung, Integration und Soziales | In seiner gegenwärtigen Form wurde das Sozialministerium als selbständige Institution 2010 gegründet und erhielt 2011 den Aufgabenbereich des Ministeriet for Flygtninge, Indvandrere og Integration (Ministerium für Flüchtlinge, Einwanderer und Integration). Im Februar 2014 wurde der Kinderbereich vom Unterrichtsministerium übernommen. Website (dänisch, englisch) |                                                        | Holmens Kanal 22 55° 40′ 37,3″ N, 12° 35′ 0″ O                         |                 |
| Transportministeriet                                               | Verkehrsministerium                                              | Ursprünglich hieß das Ministerium von 1894 bis 1986 Ministeriet for Offentlige Arbejder (Ministerium für öffentliche Arbeiten) und danach Trafikministeriet (Verkehrsministerium). Später wurde die synonyme Bezeichnung Transportministeriet gewählt. Website (dänisch, englisch) | Siehe auch : Liste der dänischen Transportminister     | Frederiksholms Kanal 27 F 55° 40′ 24,8″ N, 12° 34′ 44,3″ O             |                 |
| Udenrigsministeriet                                                | Außenministerium                                                 | Im 1848 gegründeten Außenministerium sind auch Europafragen, Entwicklungshilfe und Nordische Zusammenarbeit angesiedelt. Diese Fachgebiete werden häufig von eigenen Ministern unter dem Außenminister verantwortet. Website (dänisch, englisch) | Siehe auch : Liste der dänischen Außenminister         | Asiatisk Plads 2 55° 40′ 31,1″ N, 12° 35′ 25,5″ O                      |                 |
| Ministeriet for Undervisning                                       | Ministerium für Unterricht                                       | Das Ministerium geht aus dem 1848 gegründeten Ministerium for Kirke- og Skolevæsen (Ministerium für Kirche und Schulwesen), auch Kulturministeriet genannt, hervor. Website (dänisch, englisch) |                                                        | Frederiksholms Kanal 21 55° 40′ 26,8″ N, 12° 34′ 42,1″ O               |                 |
| Økonomi- og Indenrigsministeriet                                   | Wirtschafts- und Innenministerium                                | Das Ministerium wurde im Oktober 2011 gegründet und übernahm Aufgaben aus den ehemaligen Ministerien Økonomi- og Erhvervsministeriet (Wirtschafts- und Industrieministerium), Indenrigs- og Sundhedsministeriet (Innen- und Gesundheitsministerium), Finansministeriet (Finanzministerium) und der ehemaligen Behörde It- og Telestyrelsen. Website (dänisch, englisch) | Siehe auch : Liste der dänischen Innenminister         | Slotsholmsgade 10-12 55° 40′ 29,7″ N, 12° 35′ 4,7″ O                   | Bild gesucht BW |